# Agua oscura
Agua oscura (Dark Water) es el título del undécimo episodio de la octava temporada moderna de la serie británica de ciencia ficción Doctor Who, emitido originalmente el 1 de noviembre de 2014. Es la primera parte de una historia en dos episodios, la primera desde La carne rebelde/Las casi personas tres años antes, que concluye en Muerte en el cielo. En él se descubre la verdadera identidad del personaje de Missy, interpretada por Michelle Gomez, después de varios cameos a lo largo de la temporada.

## Argumento
Clara Oswald está hablando por teléfono con Danny, quien está andando por la calle para ir a verla, y Clara declara su amor, pero tras un silencio, una voz de mujer le comunica que Danny ha sido atropellado y que ella encontró el teléfono que salió despedido. Danny ha muerto, y Clara tiene la idea de extorsionar al Doctor para que viole las reglas del tiempo y cambie el pasado para salvar a Danny. Pero el Doctor ha anticipado esta traición, y antes de que se produzca le ofrece a Clara una alternativa, hacer que la TARDIS viaje literalmente al otro mundo, o donde quiera que se encuentre Danny, para ir a por él y traerlo de vuelta al mundo de los vivos sea como sea, mientras Danny, en el otro mundo, intenta asimilar a duras penas que acaba de morir.

### Continuidad
La escena en la que los Cybermen salen de la catedral de St. Paul es un homenaje a una escena rodada similarmente en el serial The Invasion (1968), mientras que el mausoleo lleno de tumbas es un homenaje al serial The Tomb of the Cybermen (1968).

## Producción
La lectura del guion se hizo el 12 de junio de 2014. El rodaje comenzó poco después, el 16 de junio. Las localizaciones incluyen Cardiff, Pontypool y la Catedral de San Pablo. En la escena final, Capaldi y Gomez solo movieron los labios en las últimas frases, y las doblaron posteriormente en postproducción, para ocultar la revelación a todos los presentes en el rodaje.